# Ensemble Baeckelmans
L'ensemble Baeckelmans est une suite de deux immeubles réalisés par l'architecte Joseph Baeckelmans dans le style Art nouveau à Anvers en Belgique (région flamande).

## Histoire
Les maisons ont été construites en 1905 par Joseph Baeckelmans pour sa mère veuve depuis 1896 de Frans (François) Baeckelmans qui était entrepreneur en maçonnerie et architecte. Joseph Baeckelmans a été exécuté en 1915 à Schaerbeek à l'âge de 33 ans par l'occupant allemand pour fait d'espionnage pour la résistance belge pendant la Première Guerre mondiale.

## Situation
Ces maisons se situent aux nos 49 (maison de gauche)  et 51 de Waterloostraat, une artère résidentielle du quartier de Zurenborg à Berchem au sud-est d'Anvers comptant de nombreuses autres réalisations de style Art nouveau comme la maison La Bataille de Waterloo (Huis De Slag van Waterloo) au no 11 ou la maison Napoléon au no 30.

## Description

### Façades
Les deux maisons de trois niveaux (deux étages) sont similaires en ce qui concerne l'utilisation des matériaux et l'agencement des rez-de-chaussée conçus en miroir. L'organisation et la forme des baies des étages sont différentes. Les rez-de-chaussée sont bâtis en moellons rustiques de pierre calcaire alors que les étages sont construits en pierre blanche lisse. Chaque premier étage possède un balcon pourvu de fers forgés aux lignes courbes représentatives du style Art nouveau. Celui du no 49, plus petit, repose sur deux consoles de pierre de taille et celui du no 51 sur trois consoles.

### Mosaïques
Ces deux immeubles ne comptent pas moins de douze panneaux de mosaïques de formes différentes. Les sept panneaux du no 49 représentent des décorations florales avec une majorité de marguerites blanches sur fond bleu ciel tandis que les panneaux du no 51 font figurer des cygnes sur des plans d'eau (aux tympans des baies du premier étage) et des plans d'eau au coucher (ou lever) de soleil (au dernier étage).

### Illustrations
|  |  |  |  |  |  |

## Sources
- (nl) https://inventaris.onroerenderfgoed.be/erfgoedobjecten/217249
- (nl) https://inventaris.onroerenderfgoed.be/dibe/persoon/9320